# Ben Hatskin Trophy
Die Ben Hatskin Trophy wurde an den herausragenden Torhüter der World Hockey Association verliehen. Die Auszeichnung ist benannt nach Ben Hatskin, der die Winnipeg Jets gegründet hat.

## Preisträger
| Jahr | Spieler        | Team                |
| ---- | -------------- | ------------------- |
| 1979 | Dave Dryden    | Edmonton Oilers     |
| 1978 | Al Smith       | New England Whalers |
| 1977 | Ron Grahame    | Houston Aeros       |
| 1976 | Michel Dion    | Indianapolis Racers |
| 1975 | Ron Grahame    | Houston Aeros       |
| 1974 | Don McLeod     | Houston Aeros       |
| 1973 | Gerry Cheevers | Cleveland Crusaders |